# Manfred Putz
Manfred Putz (* 24. Juli 1969 in Grafendorf; † 19. Juni 2015 in Buch-St. Magdalena) war ein österreichischer Handbiker.

## Sportliche Laufbahn
1996 hatte Manfred Putz, von Beruf gelernter Tischler, einen Verkehrsunfall und war anschließend querschnittgelähmt. Ab 2003 war er als Handbiker erfolgreich.
Zwischen 2003 und 2011 wurde Putz 15-mal österreichischer Staatsmeister, neunfacher Einzelsieger von EHC-Rennen, Welt- und Europameister im Einzelzeitfahren (2007 bzw. 2006). Bei den Sommer-Paralympics 2008 errang er einen vierten und fünften Platz. Unter anderem nahm er am „Race around Slovenia“, am „Race around Austria“ und am „Race Across America“ teil, das er 2014 gemeinsam mit Thomas Frühwirth in der Kategorie Handbike gewann. Er stellte unter anderem in der Atacama-Wüste in 42 Stunden einen Ausdauerrekord über 1002 Kilometer und einen weiteren in 84 Stunden über 1167 Kilometer und 20.000 Höhenmeter durch die Alpen auf.
Am 19. Juni 2015 prallte Manfred Putz während einer Trainingsfahrt in der Nähe seines Heimatortes Grafendorf mit einer heranfahrenden Eisenbahnlokomotive zusammen, die er offenbar übersehen hatte. Noch am Unfallort erlag er seinen Verletzungen.